# Аксаков Микола Миколайович
Мико́ла Микола́йович Акса́ков (14 травня 1925 — 22 березня 1969) — радянський військовик, в роки Другої світової війни — старший телефоніст роти зв'язку 244-го гвардійського стрілецького полку 82-ї гвардійської стрілецької дивізії 8-ї гвардійської армії, гвардії сержант, повний кавалер ордена Слави.

## Життєпис
Народився в місті Сватове, нині Луганської області в родині робітника. Українець. Здобув середню освіту.
До лав РСЧА призваний 1943 року. У боях німецько-радянської війни з лютого 1943 року. Воював на Західному, Білоруському, 1-му Білоруському, 3-му та 1-му Прибалтійських фронтах.
19 серпня 1944 року в бою поблизу населеного пункту Грабноволя, на північний схід від м. Радом (Польща), гвардії червоноармієць М. Аксаков під вогнем супротивника усунув 10 пошкоджень на лінії зв'язку. Був поранений, але поле бою не полишив.
31 січня 1945 року під час боїв за м. Познань (Польща) М. Аксаков під вогнем супротивника усунув понад 20 пошкоджень на лінії зв'язку.
18 квітня 1945 року на берлінському напрямку, в бою біля населеного пункту Ворик, гвардії сержант М. Аксаков усунув 27 пошкоджень на лінії зв'язку. Під час штурму Берліна неодноразово висувався на відновлення зв'язку з батальйонами, кілька разів перепливав річку Шпрее. Безпосередньо в Берліні налагодив зв'язок з батальйоном, що перебував в оточенні, гранатами закидав кулеметне гніздо ворога. При переході штабу полку на новий командний пункт, невелика група охорони штабу наштовхнулась на чисельно переважаючий підрозділ супротивника. У бою, що виник, гвардії сержант М. Аксаков організував оборону штабу і врятував полковий прапор. 26 квітня в бою за центральний аеродром Берліна усунув 23 пошкодження на лінії зв'язку, з особистої зброї знищив 6 і полонив 3 солдатів супротивника.
Після війни продовжив строкову, а згодом — понадстрокову військову службу в ЗС СРСР. Демобілізований у 1950 році в званні гвардії старшини.
Повернувся до рідного міста. Працював інструктором ДТСААФ, головою спортивного товариства «Колгоспник», згодом — токарем-карусельником на Старокраматорському заводі імені Орджонікідзе, паровозним кочегаром у депо станції Попасна. У 1954 році закінчив Лисичанський гірничий технікум, після чого працював механіком дільниці № 16 у м. Голубівка, електрослюсарем на шахті «Кремінська-Східна». У 1957 році повернувся до Сватового. Працював у АТП-12135 електриком-акумуляторником, майстром електроцеху, головним механіком. Член КПРС з 1968 року.
Помер у Сватовому, похований на центральному кладовищі міста.

## Нагороди
Нагороджений орденами Слави 1-го (15.05.1946), 2-го (17.03.1945) та 3-го (29.08.1944) ступенів і медалями, в тому числі «За відвагу» (17.05.1944).